# Монтагуто
Монтагуто (итал. Montaguto) је насеље у Италији у округу Авелино, региону Кампанија.
Према процени из 2011. у насељу је живело 380 становника. Насеље се налази на надморској висини од 717 м.

## Становништво
Према резултатима пописа становништва 2011. у општини је живело 451 становника.
| 1951. | 1961. | 1971. | 1981. | 1991. | 2001. | 2011. |
| ----- | ----- | ----- | ----- | ----- | ----- | ----- |
| 1.757 | 1.434 | 1.007 | 910   | 740   | 577   | 451   |